# Emanuela Pierantozziová
Emanuela Pierantozziová (* 22. srpen 1968 Bologna, Itálie) je bývalá reprezentantka Itálie v judu. Je dvojnásobnou olympijskou medailistkou.

## Sportovní kariéra
S judem začínala v 7 letech. V roce 1992 odjížděla jako největší favoritka na zlatou medaili na olympijské hry v Barceloně. Dostala se až do finále, kde však nestačila na Kubánku Réve a získala stříbrnou olympijskou medaili.
V přípravě na mistrovství světa v roce 1993 se zranila a rok 1994 tak musela vynechat. Do své dřívější formy se však dostávala pomalu. V roce 1996 po vydařeném mistrovství Evropy přišlo velké zklamání na olympijských hrách v Atlantě, kde vypadla v prvním kole. Následovala změna trenéra a klubu (Janov) a přestup do vyšší váhy. Kvalifikaci na olympijské hry v Sydney si musela vybojovat poctivě ve světovém poháru a samotnou účast proměnila v bronzovou olympijskou medaili. Následně ukončila sportovní kariéru. Věnuje se práci restaurátorky a sochařky. K jejím dílům patří například bronzová socha Marca Pantaniho v Cesenaticu.

## Výsledky
| Turnaj             | 1988         | 1989         | 1990         | 1991         | 1992         | 1993         | 1994         | 1995         | 1996         | 1997         | 1998        | 1999        | 2000        |
| Turnaj             | 20           | 21           | 22           | 23           | 24           | 25           | 26           | 27           | 28           | 29           | 30          | 31          | 32          |
| Turnaj             | střední váha | střední váha | střední váha | střední váha | střední váha | střední váha | střední váha | střední váha | střední váha | střední váha | polotěžká v | polotěžká v | polotěžká v |
| ------------------ | ------------ | ------------ | ------------ | ------------ | ------------ | ------------ | ------------ | ------------ | ------------ | ------------ | ----------- | ----------- | ----------- |
| Olympijské hry     |              |              |              |              | 2.           |              |              |              | úč.          |              |             |             | 3.          |
| Mistrovství světa  |              | 1.           |              | 1.           |              | úč.          |              | úč.          |              | 3.           |             | úč.         |             |
| Mistrovství Evropy | 2.           | 1.           | úč.          | 3.           | 1.           | 3.           | —            | 2.           | 2.           | 5.           | —           | —           | 5.          |